# 里约塞雷诺
里约塞雷诺（西班牙語：Río Sereno）是巴拿马奇里基省雷纳西米恩托区的一个城市，该市面积为83.2平方（32.1平方英里），2010年时人口为5,463，故其人口密度为65.7名居民每平方（170名居民每平方英里）。 1990年时人口为2,595，2000年时人口为3,289。